# Bosconia
Bosconia é um município da Colômbia, localizado no departamento de Cesar.